# Фрайберг
Фрайберг (на немски: Freiberg) е университетски град в Саксония, Германия между Дрезден и Кемниц с 40 268 жители (към 31 декември 2013 г.).
Градът е създаден ок. 1162/1170 г.